# Apoa petrakii
Apoa petrakii är en svampart som beskrevs av Syd. 1931. Apoa petrakii ingår i släktet Apoa och familjen Parmulariaceae.   Inga underarter finns listade i Catalogue of Life.